# Tsunku
Tsunku (jap. つんく; także つんく♂), właśc. Mitsuo Terada (jap. 寺田光男 Terada Mitsuo; ur. 29 października 1968 r. w Higashiōsace) – japoński producent muzyczny, autor piosenek (kompozytor i tekściarz), piosenkarz. Najbardziej znany jest jako autor i producent piosenek dla dziewczęcej grupy Morning Musume i innych artystów z projektu muzycznego zatytułowanego Hello! Project. Wcześniej znany był jako wokalista poprockowego zespołu Sharam Q. Także pisał i produkował hity dla innych japońskich artystów, w tym dla Ayumi Hamasaki. Jego muzyczne wpływy obejmują Beatlesów.